# Уоткинс, Так
Чарльз Кертис «Так» Уо́ткинс III (англ. Charles Curtis «Tuc» Watkins III; род. 2 сентября 1966, Канзас-Сити, Канзас, США) — американский актёр, наиболее известный благодаря ролям Дэвида Викерса в сериале «Одна жизнь, чтобы жить» и Боба Хантера в комедийной драме «Отчаянные домохозяйки».

## Ранние годы
Уоткинс родился в семье продавца Чарльза Кёртиса Уоткинса II и матери-фотографа в Канзас-Сити, штат Канзас. Его предки были родом из Уэльса. У него есть младшая сестра Кортни (род. 1968). Так учился в Университет Индианы.

## Карьера
Уоткинс начал свою карьеру с гостевых появлений в различных телесериалах, таких как «Сестры», «Спасатели Малибу» и «Мелроуз-Плейс». В 1994—1996 годах исполнял роль преступника Дэвида Викерса в мыльной опере «Одна жизнь, чтобы жить» канала ABC, а в 1996—1997 годах играл роль доктор Пирса Дормана в другой ежедневной драме «Главный госпиталь». В 1999—2001 годах Уоткинс снимался в сериале канала Showtime «Попрошайки и выборщики», играя роль Малкольма Лаффли.
В 1999 году Уоткинс появился в независимой романтической комедии «Пожалуй, да», сыграв Стерлинга Скотта, звезду мыльных опер и возлюбленного Боба в исполнении Алексиса Аркетта, а также исполнил небольшую роль в блокбастере «Мумия», сыграв расхитителя могил Бернса. Затем последовали гостевые роли в сериалах «Полиция Нью-Йорка», «Клиент всегда мёртв» и «C.S.I.: Место преступления». После нескольких появления в 2001 и 2002 годах, актёр вернулся в сериал «Одна жизнь, чтобы жить», где снимался с 2003 по 2006 — затем он несколько раз появился в сериале в 2007, 2008 и 2009 годах, а с июня 2010 вновь вошёл в основной актёрский состав. Журнал «Soap Opera Digest» назвал персонажа Уоктинса «Самый интригующим героем 2008 года», а в обзоре было написано следующее: «Раз за разом хитроумные планы Дэвида и удивительная игра Уоткинса заставляют нас сожалеть о том, что серия закончилась».
21 октября 2007 года Уоткинс впервые появился в сериале «Отчаянные домохозяйки», сыграв нового жителя Вистерия-Лейн, Боба Хантера, переехавшего на улицу вместе со своим будущим супругом Ли Макдермоттом. 4 ноября 2007 снялся в эпизоде сериала «Детектив Раш». В июле 2009 года сайт Funny Or Die выпустил короткометражку The Sentimentalist с Уоткинсом в главной роли, которую журнал Entertainment Weekly поставил на 5 место в списке «Обязательных к просмотру» среди многочисленных фильмов, сериалов, книг и прочего. В седьмом сезоне Уоткинс вошёл в основной состав «Отчаянных домохозяек», где снимался до окончания шоу в 2012 году. Позже появился в эпизодах сериалов «Компаньоны» и «Папочка».

## Личная жизнь
Уоткинс — открытый гомосексуал. Он совершил каминг-аут в интервью Мэри Осмонд в апреле 2013 года. В настоящее время актёр воспитывает двоих детей-близнецов, дочь Кэтчен и сына Кертиса, рождённых от суррогатной матери. С 2019 года он состоит в отношениях с актёром Эндрю Рэннеллс

## Фильмография
| Год       |     | Русское название              | Оригинальное название                       | Роль                      |
| --------- | --- | ----------------------------- | ------------------------------------------- | ------------------------- |
| 1990      | с   | Смена образа жизни            | Get a Life                                  | Сапфир                    |
| 1990      | с   | Проблемы роста                | Growing Pains                               | тренер                    |
| 1991      | с   | Гарри и Хендерсоны            | Harry And The Hendersons                    | Марсель                   |
| 1991—1992 | с   | Сёстры                        | Sisters                                     | Брэд                      |
| 1992      | с   | Родня                         | Sibs                                        | официант                  |
| 1992      | с   | Спасатели Малибу              | Baywatch                                    | Гэри                      |
| 1992      | с   | Санта-Барбара                 | Santa Barbara                               | Реджи                     |
| 1992      | ф   | Младшая сестра                | Little Sister                               | Тед Армстронг             |
| 1992      | с   | На грани                      | The Edge                                    | н/д                       |
| 1993      | с   | Мелроуз-Плейс                 | Melrose Place                               | Том Брукс                 |
| 1994—2013 | с   | Одна жизнь, чтобы жить        | One Life to Live                            | Дэвид Викерс              |
| 1996      | с   | Прилив                        | High Tide                                   | Шейн Уилсон               |
| 1996—1997 | с   | Главный госпиталь             | General Hospital                            | Пирс Дорман               |
| 1997      | ф   | Пожалуй, да                   | I Think I Do                                | Стерлинг Скотт            |
| 1997      | с   | Шёлковые сети                 | Silk Stalkings                              | специальный агент Сидли   |
| 1997—1998 | с   | C-16: ФБР                     | C-16: FBI                                   | Джимми Руни               |
| 1998      | ф   | Тонкая розовая линия          | The Thin Pink Line                          | Тед                       |
| 1999      | ф   | Не могу перестать танцевать   | Can’t Stop Dancing                          | Рубен Клэрмонт            |
| 1999      | ф   | Мумия                         | The Mummy                                   | мистер Бернс              |
| 1999—2001 | с   | Попрошайки и выборщики        | Beggars and Choosers                        | Малкольм Лаффли           |
| 2000      | с   | Полиция Нью-Йорка             | NYPD Blue                                   | Деррик                    |
| 2000      | тф  | Удивительные гонки            | Miracle in Lane 2                           | Бог / Бобби Уэйд          |
| 2001      | с   | Семейный закон                | Family Law                                  | Шон Санторо               |
| 2002      | с   | Клиент всегда мёртв           | Six Feet Under                              | Тревор                    |
| 2002      | с   | C.S.I.: Место преступления    | CSI: Crime Scene Investigation              | Маркус Реммик             |
| 2002      | ф   | Мутация                       | Infested                                    | Карл                      |
| 2005      | с   | Все мои дети                  | All My Children                             | Дэвид Викерс              |
| 2006      | ф   | Ложное искушение              | The Good Shepherd                           | офицер                    |
| 2006      | тф  | 13 могил                      | 13 Graves                                   | Лоуренс                   |
| 2007      | с   | —                             | The Minor Accomplishments of Jackie Woodman | Джош                      |
| 2007      | с   | Детектив Раш                  | Cold Case                                   | Фелтон Метз в 1938 году   |
| 2007—2012 | с   | Отчаянные домохозяйки         | Desperate Housewives                        | Боб Хантер                |
| 2008      | тф  | Терраса на Пойнт-Вью          | Point View Terrace                          | Фредди Хейс               |
| 2009      | кор | Казино «Лунное озеро»         | Moon Lake Casino                            | Скиппер                   |
| 2010      | с   | —                             | Proposition 8 Trial Re-Enactment            | Терри Томпсон             |
| 2012      | с   | Компаньоны                    | Franklin & Bash                             | Лэнс Диллон               |
| 2012      | с   | Болота                        | The Glades                                  | доктор Бретт Деннинг      |
| 2012      | с   | Папочка                       | Baby Daddy                                  | Хэнк                      |
| 2012—2014 | с   | Парки и зоны отдыха           | Parks and Recreation                        | Пистолетный Пит           |
| 2012—2015 | с   | Где — медведи?                | Where the Bears Are                         | Дики Кэллоуэй             |
| 2013      | с   | Мэрон                         | Maron                                       | Джерри                    |
| 2013      | с   | Хранилище 13                  | Warehouse 13                                | Нейт                      |
| 2013      | с   | —                             | Suzy F*cking Homemaker                      | н/д                       |
| 2013      | с   | Управление гневом             | Anger Management                            | Джефф                     |
| 2013      | мс  | Закусочная Боба               | Bob’s Burgers                               | мясник                    |
| 2014      | с   | Неуклюжая                     | Awkward                                     | Джо Миллер                |
| 2015      | с   | Особо тяжкие преступления     | Major Crimes                                | судья Стивен Шеффер       |
| 2015      | с   | Сказки на ночь Тима и Эрика   | Tim and Eric’s Bedtime Stories              | Босс                      |
| 2016      | с   | Теленовелла                   | Telenovela                                  | парень Аны                |
| 2016      | с   | Касл                          | Castle                                      | Роджер Мастерс            |
| 2016      | с   | В Филадельфии всегда солнечно | It’s Always Sunny in Philadelphia           | Скотт                     |
| 2016      | ф   | —                             | Retake                                      | Джонатан                  |
| 2016      | с   | Игроки                        | Ballers                                     | Джим                      |
| 2017      | с   | Истсайдеры                    | Eastsiders                                  | Патрик                    |
| 2020      | ф   | Парни в группе                | The Boys in the Band                        | Хэнк                      |
| 2020—2021 | с   | Чёрный понедельник            | Black Monday                                | конгрессмен Роджер Харрис |
| 2021      | с   | Другие двое                   | The Other Two                               | Трой                      |